# Строїнецький дендропарк
Строїнецький дендропарк — ботанічна пам'ятка природи місцевого значення. Розташована на території с. Строїнці Тиврівського району Вінницької області. Оголошено відповідно до рішення 28 сесії Вінницької обласної Ради 5 скликання від 3 березня 2010 року № 968. Охороняється дубово-грабовий ліс, з різноманітністю різнотрав'ям: мишій сизий, стоколос, житняк гребінчастий, вівсюг звичайний, деревій дрібноквітковий, суданська трава та інші. Тут зростає мати-й-мачуха — лікарська рослина, кущі шипшини сизий полин, волошка польова, ромашка біла, розрісся барвінок малий, зустрічається зозульки плямисті, що занесені до Червоної книги України. З деревних рослин тут зростають ялини, плакучі верби, каштани та берези.